# Aethilla chiapa
Aethilla chiapa är en fjärilsart som beskrevs av Freeman 1969. Aethilla chiapa ingår i släktet Aethilla och familjen tjockhuvuden. Inga underarter finns listade i Catalogue of Life.